# Balíes
Los balíes (بلي Balī) son una tribu árabe del noroeste de Arabia Saudí, Jordania e históricamente de Egipto y Sudán también, así como miembro de la confederación de tribus Quda'a. En la época preislámica, las ramas sureñas de esta tribu habitaron el noroeste de Arabia y desarrollaron lazos estrechos con las comunidades judías residentes en sus oasis, mientras que la rama norte se estableció en Transjordania y sirvieron al imperio Bizantino. Con el advenimiento del Islam (622 d. C.), la gente de Bali en Medina abrazó la nueva religión y varios fueron asesinados luchando contra los Coraichitas (Quraysh) de La Meca.
Los Bali desempeñaron un papel destacado en la conquista musulmana de Egipto y una gran parte de la tribu fue transferida a la región. Inicialmente se asentaron en el Medio Egipto, pero finalmente emigraron al Sudán durante el gobierno mameluco y contribuyeron significativamente a la arabización e islamización de la región (véase: islamización de la región de Sudán). La tribu permaneció activa en Arabia hasta la Primera Guerra Mundial y las guerras fronterizas entre el Emirato de Transjordania y Arabia Saudita hasta 1932.